# Micke & Veronica

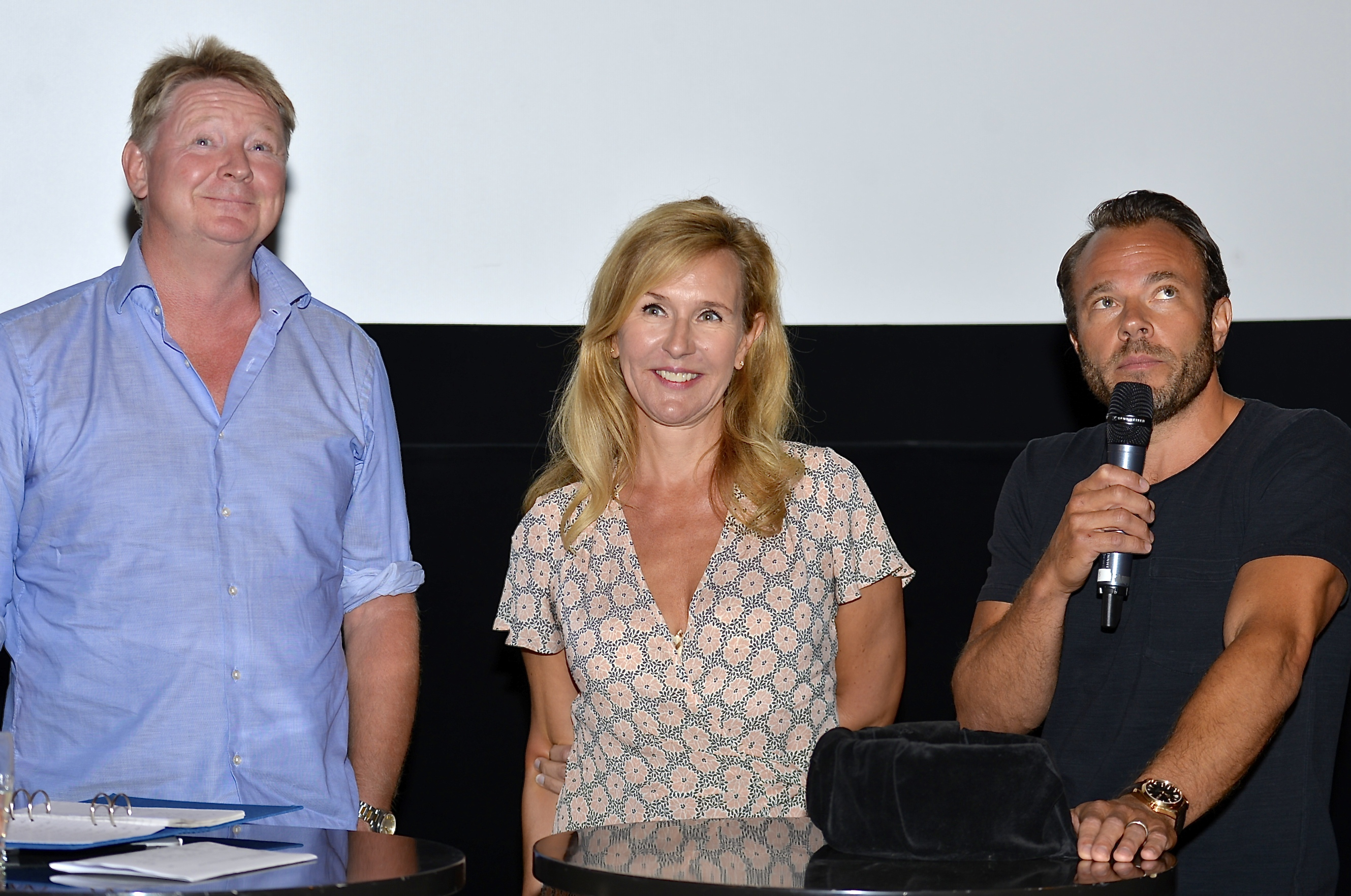
Några av huvudpersonerna bakom filmen Micke & Veronica. Från vänster: Regissören Staffan Lindberg, producenten Lena Rehnberg och skådespelaren David Hellenius.

Micke & Veronica (arbetstitlar Sista chansen och Sommarland) är en svensk komedifilm i regi av Staffan Lindberg. Filmen hade premiär den 25 december 2014 och i rollerna ses bland andra Izabella Scorupco, David Hellenius, Suzanne Reuter och Philip Zandén

## Handling
Veronica blir förälskad i snickaren Micke när han renoverar köket i hennes stora Östermalmsvåning. Deras barn Fanny och Alexander har dock svårt att acceptera förälskelsen. Semestern i den bohuslänska skärgården i närheten av Veronicas förmögna föräldrar blir inte heller som de har tänkt sig.

## Rollista
- Izabella Scorupco – Veronica
- David Hellenius – Micke
- Suzanne Reuter – Alicia
- Philip Zandén – Tommy
- Claes Ljungmark – Björn
- Dag Malmberg – Lars-Åke
- Cecilia Ljung – Anki
- Peter Engman – Henrik
- Malin Arvidsson – Anna
- Peter Magnusson – Roger
- Lisbeth Johansson – Kari
- Bosse Lyckman – Roland
- Mira Nilsson Mitchell – Fanny
- Jens Deneberg – Alexander
- Kalle Westerdahl – Stellan
- Christian Fiedler – Yngve
- Malin Tengvard – Patricia
- Paloma Winneth – Lisen
- Anna Mercedes Lundholm – Mia
- Anders Axén – domare / speaker
- Sten Raner – äldre deltagare
- Lukas Lundgren – tonåring
- Jonas Tjällman – brädgårdskillen
- Elisabeth Bernhoff Höglund – fru Lignell
- Joakim Höglund – patienten
- David Levi – paintballinstruktör
- Birgitta Pettersson – dam på sjukhus
- Eva Maria Oria – sjuksköterska
- Anita Heikkilä – lärare
- Caisa Alroth – par i baren, kvinna
- Magnus Sundberg – par i baren, man
- Stellan von Reybekiel – familj i renoveringshus

## Om filmen
Inspelningen inleddes i slutet av juli 2013 i Stockholm och norra Bohuslän. Filmen producerades av Lena Rehnberg för produktionsbolaget Stellanova Film. I filmen gör Scorupco sin första komediroll i Sverige.

## Mottagande
Micke & Veronica sågs av 172 720 biobesökare i Sverige 2014 och blev det året den åttonde mest sedda svenska filmen i Sverige och 377 917 biobesökare 2015 vilket gjorde filmen till den tredje mest sedda filmen det året. Totalt sågs filmen av 550 637 biobesökare i Sverige.